# Горбачова Ірина Омелянівна
Ірина Омелянівна Горбачова (* 26 квітня 1934, м. Ленінград (РРФСР)) — мистецтвознавець, Заслужений працівник культури України, членкиня Національної спілки художників України (з 1982).

## Біографія
Закінчила Київський державний університет імені Тараса Шевченка (1958). Мистецтвознавець.
1959—2002 — праця в Національному художньому музеї України:
старший науковий співробітник, завідувачка відділу мистецтва XIX — початку XX століття, а з 1987 року — замісник директора по науковій роботі.
В 2005—2009 роках — директор Міського музею «Духовні скарби України» (Київ).
Була членом «Ради з питань збереження національної культурної спадщини» при Президенті України.
Член Національної спілки художників України (НСХУ) (1982).

## Творча діяльність

### Публікації
Каталоги та виставки:
- «Дух України. 500 ліття малярства» (Вінніпег, Канада. 1991);
- «Повернення з забуття. Художник Всеволод Максимович» (1996);
- «Сторінки української сецесії» (К., 1998);
- «З поверненням в Україну, пане Бурлюк» (Київ, 1997);
- «Художник Микола Муравський» (2000),
- [Архівовано 26 жовтня 2017 у Wayback Machine.] «Олександр Архипенко. Збережено в Україні.» (Київ, 2001).

Вибрані статті:
- Вступна стаття до каталогу виставки М. Муравського (К., 2000).
- «Небезопасные запасники. Артиудаика[2] в национальном художественном музее Украины» (рос.)

### Створення мистецьких проєктів
- «П'ять століть українського живопису» (Фінляндія, 1990);
- «Духовна Україна» (Канада, 1991; Шотландія, 1993);
- «Феномен українського авангарду 1910-1935» [Архівовано 15 вересня 2016 у Wayback Machine.] (Вінніпег, Канада, 2001;
- «Український авангард» (Німеччина, 1993; Франція, 1994; Данія, 1997).

### Робота на телебаченні
- Автор і ведуча циклів передач про мистецтво: «Палітра», «Відродити душу», «Художня панорама».

## Нагороди
- Заслужений працівник культури України (1999).

## Родина
- Батько — Горбачов Омелян Григорович, партійний, профспілковий та державний діяч Української РСР. Народився, більшу частину життя прожив і помер у Києві. Його іменем названа одна з вулиць Святошинського району м. Києва.
- Брат —  Дмитро Горбачов, мистецтвознавець, історик живопису України, експерт